# Gustavo Conti
Gustavo Ariel Conti (Buenos Aires  19 de agosto de 1975) es un actor argentino, el cual está casado con la actriz Ximena Capristo.

## Vida personal
Nacido en el barrio porteño de Caballito, hincha del club Boca Juniors, su padre fue jugador de la reserva del club River Plate. Probó suerte como arquero en San Lorenzo y Ferro Carril Oeste. Es un aficionado del boxeo y del Taekwondo. 
Tras seis años de noviazgo, el 16 de noviembre de 2007 se casó con Ximena Capristo, también exintegrante del reality Gran Hermano. Lo hizo en la iglesia Nuestra Señora de los Buenos Aires, en el barrio de Caballito. Actualmente, el matrimonio vive en Tigre con su hijo Félix nacido el 22 de enero de 2017.

## Trayectoria
Realizó participaciones especiales en ficción para la productora Ideas del Sur en la tiras diarias "Costumbres Argentinas" y "Los Roldán 2004 y 2005". Participó en las telenovelas "Los Pensionados", "Casados con Hijos", "Sin código", "Panadería los Felipe" , "Floricienta", “Lo de Bilardo”, "Amo de casa", "Los Únicos", "Mis amigos de siempre", "Señores Papis”, "Las Estrellas". 
Durante 2009 y 2010 realizó notas callejeras marginales en el programa Animales Sueltos.
En teatro, su primera comedia fue en Carlos Paz con "Vengo por el aviso" en 2004 con la que ganó el premio Revelación de la temporada. Fue contratado por Gerardo Sofovich para realizar dos años la comedia "Soltero con dos viudas" en la calle Corrientes.
En 2007 también en calle Corrientes hizo la comedia "El último argentino virgen" de la autoría de Hugo Sofovich.
En 2008 vuelve a Carlos Paz para la comedia "Más loca que una vaca". También participa de la comedia “Le réferi Cornú” de Gerardo Sofovich. 
En 2009 en Carlos Paz participó de la comedia dirigida por Damián De Santo “Dos más dos, tres” por la que gana el segundo premio "Carlos" como "Mejor Actor de Reparto" de la temporada.
En 2010 comparte escenario con Gerardo Sofovich en "Gracias a la villa" y en ese mismo año en Buenos Aires realiza "Una Noche en Liniers" en el teatro "El cubo".
Participó en las comedias "Despedida de soltero", "Viaje de Locura", “Cazafortunas", “Felices los Cuatro” y realizó giras nacionales con "Algunas mujeres a las que le cagué la vida" y también con la comedia “Abracadabra”.

## Televisión
FICCIONES
| Año       | TV Título                | Canal          | Rol     |
| --------- | ------------------------ | -------------- | ------- |
| 2020      | Separadas                | Canal 13       | Antonio |
| 2020      | Elegidos                 | Serie Web      |         |
| 2019      | Pequeñas Victoria        | Telefe         | Rodrigo |
| 2019      | El Host                  | Fox            |         |
| 2018      | 100 días para enamorarse | Telefe         | Luca    |
| 2017      | Las Estrellas            | Canal 13       | Ignacio |
| 2014      | Señores Papis            | Telefe         | Julián  |
| 2014      | Mis amigos de siempre    | Canal 13       |         |
| 2013      | Solamente vos            | Canal 13       | Mario   |
| 2013      | Duplexs                  | Serie Web      |         |
| 2012      | Concubinos               | Canal 13       | Ismael  |
| 2011      | Alucinante               | El Inca        |         |
| 2011      | Los Únicos               | Canal 13       | Nicolás |
| 2010      | Alguien que me quiera    | Canal 13       |         |
| 2010      | El Talismán              | Pol-ka México  |         |
| 2009      | El taller del globo      | AS Canal 2     |         |
| 2007-2008 | Patito feo               | Canal 13       |         |
| 2006      | Amo de casa              | Canal 9        |         |
| 2005-2006 | Casados con Hijos        | Telefe         |         |
| 2005-2006 | Sin código               | Canal 13       |         |
| 2005      | Lo de Bilardo            | Canal 7        |         |
| 2005      | ¿Quién es el jefe?       | Telefe         |         |
| 2005      | Amor en custodia         | Telefe         |         |
| 2004-2005 | Los Roldán               | Telefe/Canal 9 |         |
| 2004      | Botines                  | Canal 13       |         |
| 2004      | Floricienta              | Canal 13       |         |
| 2004      | Panadería los Felipe     | Telefe         |         |
| 2004-2005 | Mosca & Smith            | Telefe         |         |
| 2004      | Los secretos de papá     | Canal 13       |         |
| 2004      | Culpable de este amor    | Telefe         |         |
| 2003      | Costumbres Argentinas    | Telefe         |         |

## Teatro
| Año  | Obra de teatro                             |
| ---- | ------------------------------------------ |
| 2020 | ¿Y como lo hacemos? (Streaming)            |
| 2018 | Felices los cuatro                         |
| 2017 | Abracadabra                                |
| 2016 | ¿Y cómo lo hacemos?                        |
| 2016 | Los cazafortunas                           |
| 2015 | Algunas mujeres a las que le cagué la vida |
| 2012 | Viaje de locura                            |
| 2011 | Despedida de soltero                       |
| 2010 | Una noche en Liniers                       |
| 2010 | Gracias a la villa                         |
| 2009 | Dos más dos Stress                         |
| 2009 | Le réferi Cornú                            |
| 2008 | Más loca que una vaca                      |
| 2007 | El último argentino virgen                 |
| 2006 | Soltero con dos viudas                     |
| 2005 | Soltero con dos viudas                     |
| 2004 | Vengo por el aviso                         |